# Albert Triola Graupera
Albert Triola Graupera (Mataró, 10 de noviembre de 1973) es un actor español. 

## Biografía
Licenciado en interpretación por el Instituto del Teatro en 1997, complementó su formación con estudios musicales de solfeo, armonía y piano.
Empezó a hacer teatro en la Sala Cabanyes de Mataró donde representó Els Pastorets. Estudió en la Escuela Valldemia de Mataró y su clara vocación teatral lo impulsó a apuntarse en el Aula de teatro de Mataró. Después de esta primera formación, hizo las pruebas de acceso para el Instituto del Teatro donde entró en 1993. En 2001 estrenó El somni d'una nit d'estiu (Sueño de una noche de verano) de William Shakespeare de la compañía Parracs con un reparto de actores de su promoción: Clara Segura, Ivan Benet, Judit Farrés, Òscar Muñoz y Gavina Sastre.
Ha compartido escenario con Anna Lizaran (coincidió con ella en Esperando Godot y también en la producción catalana de Agosto de Tracy Letts) y con actores de la talla de Josep Maria Flotats, Mónica López, Alfredo Alcón, Miryam Gallego o Jesús Castejón. De los directores con quien ha trabajado se mezclan los nombres de Carmen Portaceli, Gerardo Vera, Àngel Llàcer o Lluís Pasqual, entre otros.

## Trayectoria artística

### Teatro[1]
- La importancia de llamarse Ernesto d'Oscar Wilde (2022)[4]
- El encuentro de Descartes con Pascal Joven de Jean-Claude Brisville con Josep Maria Flotats (2009)[5]
- Rey Lear de William Shakespeare, versión de Juan Mayorga dirigido por Gerardo Vera (2008)[6]
- A Electra le sienta bien el luto de Eugene O'Neill, dirigida por Mario Gas (2005)[7]
- La Orestiada de Esquilo, dirigida por Mario Gas (2005)[8]

### Premios
- Premio Butaca al mejor actor (2013) por Smiley, una historia de amor de Guillem Clua[9]